# Maudemo
Maudemo (Maudemu) ist ein osttimoresischer Ort und Suco im Verwaltungsamt Tilomar (Gemeinde Cova Lima).

## Geographie

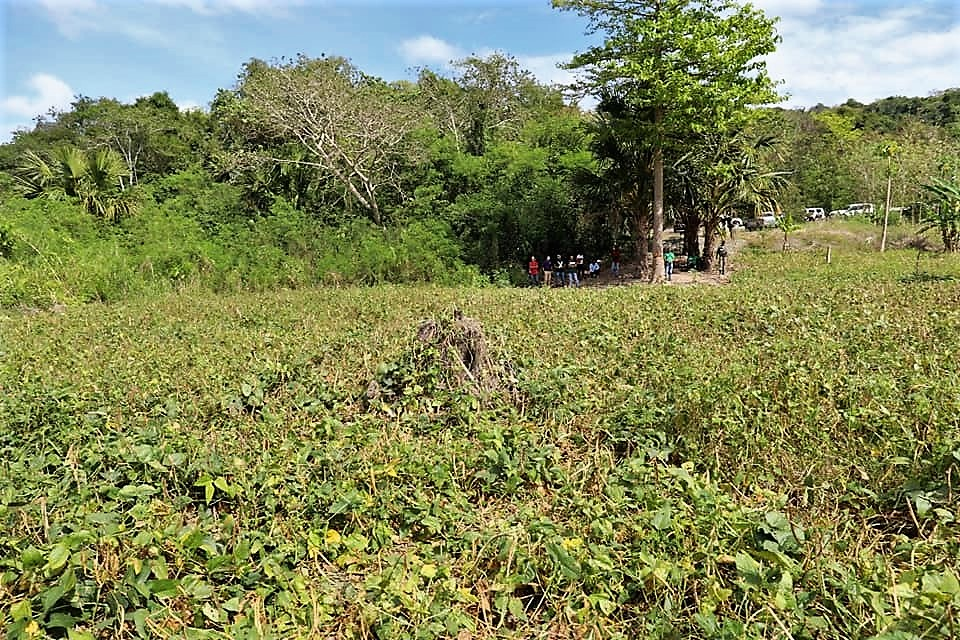
In Sadahur

Der Suco liegt im Osten des Verwaltungsamts an der Timorsee. Östlich liegt der ebenfalls zu Tilomar gehörende Suco Casabauc, westlich der Suco Lalawa. Im Norden liegt jenseits des Flusses Tafara das Verwaltungsamt Suai mit seinem Suco Debos. An der Küste befindet sich an der Grenze zu Casabauc die Lagune Asan Foun.
Zwischen 2003 und 2004 wurde vom Suco Maudemo der Suco Casabauc abgetrennt. Vor der Gebietsreform 2015 hatte Maudemo noch eine Fläche von 42,83 km², musste aber Gebiete im Norden an Lalawa und im Osten an Casabauc abgeben. Dazu gehörten die Orte Maudemo, Tabolo und der Westteil von Cawa Uman. Der Suco Maudemo hat nun eine Fläche von 30,81 km².
Durch den Norden des Sucos führt eine Überlandstraße, die die Orte Suai und Tilomar verbindet. An ihr liegt der Ort Kuitaok (Kui Tao). Weiter südlich liegen die Orte Caicoli und Besac Oan (Mesak Oan), die gemeinsam das Sucozentrum Salele bilden. Salele verfügt über eine Grundschule, eine Schule zur Vorbereitung auf die Sekundärstufe und ein kommunales Gesundheitszentrum. Mittwochs findet in Salele ein Wochenmarkt statt. Seit 2012 befindet sich in Salele ein Stützpunkt der Grenzpolizei (UPF).
Im Suco befinden sich die sieben Aldeias Ai-Taman, Besac Oan, Caicoli, Coitau, Fau-Laran, Onu-Laran und Sadahur.

## Einwohner

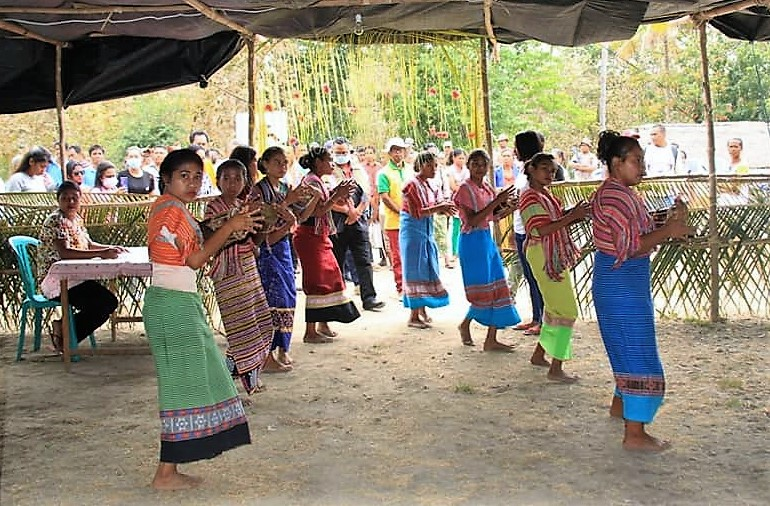
Tänzerinnen in Maudemo

In Maudemo leben 3.252 Einwohner (2022), davon sind 1.644 Männer und 1.608 Frauen. Im Suco gibt es 666 Haushalte. Fast 70 % der Einwohner geben Tetum Terik als ihre Muttersprache an. Fast 30 % sprechen Bunak und eine Minderheit Tetum Prasa.

## Geschichte
Ende 1975 begann die Besetzung Osttimors durch Indonesien. Viele Einwohner wurden zur besseren Kontrolle durch die Besatzungsmacht zwangsumgesiedelt. So kamen die Bunak im Flachland Maudemos aus nördlichen Sucos Cova Limas, wie Fatululic und Taroman. Offizielles Ziel war ein Entwicklungsprogramm für den Reisanbau. Umsiedlungslager gab es Ende 1979 unter anderem auch in Kuitaok.
Im Umfeld des Unabhängigkeitsreferendums in Osttimor 1999 kam es auch im Verwaltungsamt Tilomar zu Gewalttaten. Die daran beteiligte pro-indonesische Miliz Laksaur hatte in Salele ihre Basis.

## Politik
Bei den Wahlen von 2004/2005 wurde Vitorino Tobu Fahik zum Chefe de Suco gewählt. Bei den Wahlen 2009 gewann Maria Fátima. Sie war damit die einzige Frau in der Gemeinde Cova Lima in diesem Amt. 2016 wurde sie in ihrem Amt bestätigt.